# Morbihan
Morbihan ( fransk udtale ?) er et fransk departement i regionen Bretagne. Hovedbyen er Vannes, og departementet har 643.873 indbyggere (1999).
Der er 3 arrondissementer, 21 kantoner og 250 kommuner i Morbihan.